# Marats Kasems
Marats Kasems (ur. 14 marca 1990 w Rydze) – łotewski dziennikarz i były redaktor naczelny Sputnika Litwa, rosyjskiego państwowego medium informacyjnego zarządzanego przez agencję Rossija Siegodnia. Znany z udziału w rosyjskich mediach, aktywności politycznej na Łotwie i postępowań sądowych związanych z bezpieczeństwem narodowym.

## Dzieciństwo i edukacja
Kasems urodził się jako syn Jemeńczyka i Łotyszki. Jego ojciec, Fadel Kasem, służył w wojsku. Uczył się gry na fortepianie w szkole muzycznej w Salaspils, a następnie rozpoczął studia politologiczne na Uniwersytecie Łotewskim, których jednak nie ukończył. Później uzyskał tytuł magistra na Rosyjskim Uniwersytecie Przyjaźni Narodów.

## Aktywność polityczna
W 2013 roku Kasems kandydował do rady miejskiej Salaspils z ramienia partii Zgoda. Został jednak usunięty z partii po upublicznieniu nagrania, na którym wulgarnie wyrażał swoją frustrację z powodu wyników wyborów.
W 2018 roku startował w wyborach parlamentarnych jako kandydat koalicji „Za Alternatywę” (Par Alternatīvu), przedstawiając się jako dziennikarz Rossija Siegodnia.

## Praca w rosyjskich mediach
Kasems został mianowany redaktorem naczelnym Sputnik Litwa. W 2019 roku litewskie władze uznały go za persona non grata i zakazały mu wjazdu do kraju na pięć lat, powołując się na zagrożenie dla bezpieczeństwa narodowego.

## Aresztowanie i proces na Łotwie
30 grudnia 2022 roku Kasems został zatrzymany przez Łotewską Służbę Bezpieczeństwa Państwa po powrocie do kraju. Oskarżono go o wspieranie obcego państwa w działaniach przeciwko Republice Łotewskiej, zgodnie z artykułem 84 Kodeksu karnego Łotwy. Był również podejrzewany o naruszenie sankcji UE wobec Rosji oraz o szpiegostwo.
W kwietniu 2023 roku został zwolniony z aresztu za kaucją i objęty zakazem opuszczania kraju. W lipcu 2023 roku został uznany za winnego i ukarany grzywną w wysokości 15 500 euro, biorąc pod uwagę jego przyznanie się do winy i wyrażenie skruchy.

## Późniejsze wywiady
W sierpniu 2023 roku Kasems udzielił wywiadu portalowi Delfi, w którym opisał swoją pracę dla rosyjskiego menedżera mediów Dmitrija Kisielowa jako „brudną robotę” za niskie wynagrodzenie. Zadeklarował, że nie zamierza wracać do Rosji. Wywiad został później usunięty z portalu. W innym wywiadzie dla łotewskiej telewizji TV3 Łotwa wyraził zainteresowanie kandydowaniem ponownie do Saeimy.

## Poglądy
Kasems twierdzi, że Łotwa jako małe państwo powinna wykorzystywać wszelkie dostępne środki, aby chronić swoją przestrzeń informacyjną. Opowiadał się również za inkluzywną tożsamością narodową Łotwy, sugerując, że wszyscy wieloletni mieszkańcy powinni być uznawani za Łotyszy i patriotów. Wskazywał także, że popularność zakazanych kanałów telewizyjnych ujawnia nierozwiązane podziały społeczne i słabości informacyjne.